# Pulse (cd)
P•U•L•S•E er cd med en livekoncert af Pink Floyd fra 1994 på cd fra Earls Court, London under Division Bell-turnéen. Den unikke lyd på cd er optaget i QSound, der er en slags 3D lyd til stereo højtalere. Koncertens spilletid er 154 minutter fordelt på 2 cd'er.

## Traks/set liste
(cd1):
- Shine On You Crazy Diamond
- Astronomy Domine
- What Do You Want From Me
- Learning To Fly
- Keep Talking
- Coming Back To Life
- Hey You
- A Great Day For Freedom
- Sorrow
- High Hopes
- Another brick in the wall (part two)

(cd2):
- Speak To Me
- Breathe
- On The Run
- Time
- The Great Gig In The Sky
- Money
- Us And Them
- Any Colour You Like
- Brain Damage
- Eclipse
- Wish You Were Here
- Comfortably Numb
- Run Like Hell.